# Londerzeel
Londerzeel és un municipi belga de la província de Brabant Flamenc a la regió de Flandes. Està compost per les seccions de Londerzeel, Malderen i Steenhuffel.

## Personatges il·lustres
- Gerard Walschap (1898-1989), escriptor flamenc